# Ям

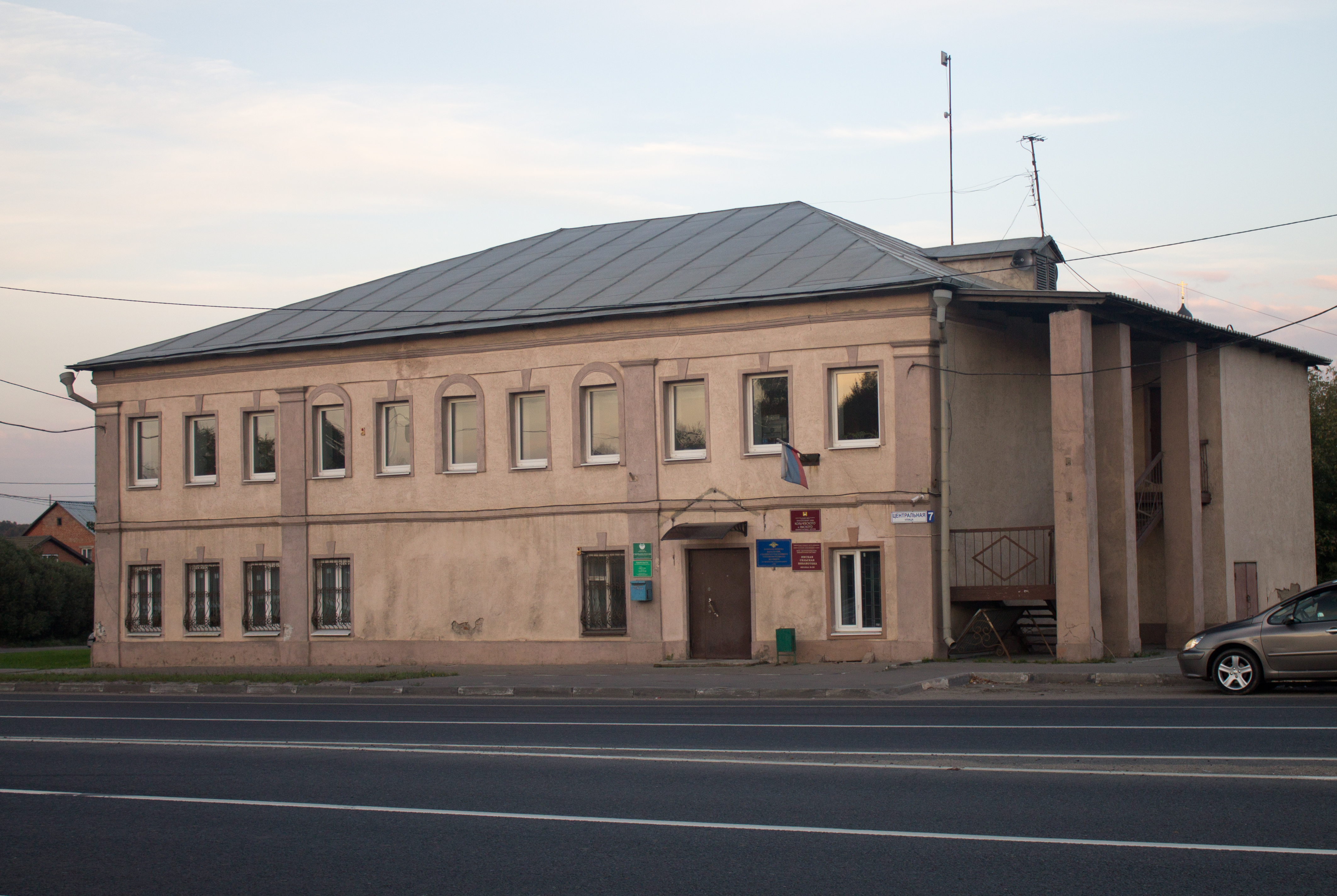
.

Ям (тюрк. jam, тат. ям) — почтовая станция на Руси XIII—XVIII веков, где содержали разгонных ямских лошадей, с местом отдыха ямщиков, постоялыми дворами и конюшнями. 
Ямом называли также селение, крестьяне которого отправляли на месте почтовую гоньбу и где для этого была устроена станция или стан (по-сибирски — станок). В XIII—XV веках слово «ям» обозначало название ямской повинности.

## Терминология

.

Слово «ям» происходит от тат. «дзям» — «дорога» или от чагатайского «jаm» — «почтовая станция, почтовые лошади» и использовалось также в словах, обозначавших тягловую повинность населения России XVI века и исполнителя этой повинности (см. Ямская повинность и Ямщик).
Впервые, как замечает об этом И. Я. Гурлянд, слово «ям» обнаруживается в одном из ярлыков золотоордынского хана  Менгу-Тимура, писанного в 1270-х годах. По мнению этого автора, ямская дорожная служба в России могла быть если не прямым заимствованием её от монголов, то её организация по их образцу несомненна.
Владимир Даль в «Толковом словаре живого великорусского языка» указывает:

Ям м. татарск. селенье, коего крестьяне отправляют на месте почтовую гоньбу, и где для этого станция, стан, сиб. станок.
В эстонском языке так же сохранились следы старых названий: станция — jaam, автовокзал — bussijaam, железнодорожный вокзал — raudteejaam.

## История
Ямы были учреждены в период Золотой Орды для её связи с окраинами. После распада Золотой Орды ямская система в России сохранилась и использовалась для связи между российскими городами.
С помощью системы ямов, расположенных на расстоянии 40—50 вёрст (43—53 км) друг от друга, с Москвой были соединены Архангельск, Новгород, Псков, Смоленск, Нижний Новгород и северные, а позднее и юго-западные русские города.
Ямская повинность отбывалась или всем окрестным населением, обязанным по требованию правительства доставлять в определённые пункты лошадей с проводниками, или выполнялась ямщиками из охочих людей, устроенных на особых землях в ямских слободах. Все дела по ямской гоньбе сосредоточивались в Ямском приказе (упоминается с 1516 года), переименованном в 1723 году в Ямскую канцелярию.
К началу XX века в Российской империи оставалось очень мало ямов, так как гоньба, где таковая существовала, отправлялась с подряда или вольными почтами.

## Топонимика
Ям служил придаточным словом к названию многих бывших ямщичьих посёлков Российской империи, таких как, например, по бывшему Санкт-Петербургско-Московскому шоссе:
Ям-Ижора (Санкт-Петербургская губерния);
 Ям-Бронницы;
 Ям-Зимогорье (у города Валдая);
Ям-Выдропужск (Тверская губерния).
Память о ямах сохранилась в современных названиях ряда населённых пунктов России:
Ям (городской округ Домодедово)[≡];
 Ям и Гаврилов-Ям Ярославской области[≡];
Ям-Тёсово Ленинградской области и др.

## Интересные факты
Ям увековечен в названии ранней русской оперы «Ям, или Почтовая станция», сочинённой в 1805 году А. Н. Титовым (на текст Я. Б. Княжнина).